# Campeonato Mundial de Ciclismo en Pista de 2003
El C Campeonato Mundial de Ciclismo en Pista se celebró en Stuttgart (Alemania) entre el 30 de julio y el 3 de agosto de 2003 bajo la organización de la Unión Ciclista Internacional (UCI) y la Unión Alemana de Ciclismo.
Las competiciones se realizaron en el velódromo del Pabellón Hanns Martin Schleyer de la ciudad alemana. En total se disputaron 15 pruebas, 9 masculinas y 6 femeninas.

## Medallistas

### Masculino
| Evento                          | Oro | Plata                                                                       | Bronce                                                                        |
| ------------------------------- | --- | --------------------------------------------------------------------------- | ----------------------------------------------------------------------------- |
| Velocidad individual (02.08)    | Laurent Gané Francia                                                                                              | Jobie Dajka Australia                                                       | René Wolff · Alemania                                                         |
| Velocidad por equipos (03.08)   | Alemania · Carsten Bergemann · Jens Fiedler · René Wolff · 49,957                                                 | Francia Mickaël Bourgain Laurent Gané Arnaud Tournant 50,071                | Reino Unido Chris Hoy Craig MacLean Jamie Staff Jason Queally 50,442          |
| Persecución individual (31.07)  | Bradley Wiggins Reino Unido 4:18,576                                                                              | Luke Roberts Australia 4:19,306                                             | Sergi Escobar Roure · España · 4:21,219                                       |
| Persecución por equipos (02.08) | Australia Graeme Brown Peter Dawson Brett Lancaster Luke Roberts Ashley Hutchinson Stephen Wooldridge 3:57,280 RM | Reino Unido Robert Hayles Paul Manning Bryan Steel Bradley Wiggins 4:00,629 | Francia Fabien Merciris Jérôme Neuville Franck Perque Fabien Sanchez 4:04,119 |
| 1 km contrarreloj (30.07)       | Stefan Nimke · Alemania · 1:01,225                                                                                | Shane Kelly Australia 1:01,356                                              | Arnaud Tournant Francia 1:01,644                                              |
| Carrera por puntos (01.08)      | Franz Stocher · Austria · 77 pts.                                                                                 | Joan Llaneras Roselló · España · 74 pts.                                    | Jos Pronk · Países Bajos · 70 pts.                                            |
| Scratch (30.07)                 | Franco Marvulli · Suiza                                                                                           | Robert Sassone Francia                                                      | Jean-Pierre van Zyl Sudáfrica                                                 |
| Keirin (31.07)                  | Laurent Gané Francia                                                                                              | Jobie Dajka Australia                                                       | Barry Forde Barbados                                                          |
| Madison (03.08)                 | Bruno Risi · Franco Marvulli · Suiza · 13 pts.                                                                    | Gregory Henderson Hayden Roulston Nueva Zelanda 5 pts.                      | Juan Esteban Curuchet Walter Pérez Argentina 5 pts.                           |

### Femenino
| Evento                         | Oro                                                     | Plata                                   | Bronce                                 |
| ------------------------------ | ------------------------------------------------------- | --------------------------------------- | -------------------------------------- |
| Velocidad individual (03.08)   | Svetlana Grankovskaya · Rusia                           | Natalia Tsylinskaya · Bielorrusia       | Nancy Contreras Reyes · México         |
| Persecución individual (01.08) | Leontien Zijlaard-van Moorsel · Países Bajos · 3:32,657 | Katie Mactier Australia 3:33,784        | Olga Sliusareva · Rusia · 3:31,938     |
| 500 m contrarreloj (31.07)     | Natalia Tsylinskaya · Bielorrusia · 34,078              | Nancy Contreras Reyes · México · 34,516 | Jiang Cuihua China 34,746              |
| Carrera por puntos (30.07)     | Olga Sliusareva · Rusia · 27 pts.                       | Edita Kubelskienė · Lituania · 19 pts.  | Yoanka González Pérez · Cuba · 16 pts. |
| Scratch (02.08)                | Olga Sliusareva · Rusia                                 | Rochelle Gilmore Australia              | Adrie Visser · Países Bajos            |
| Keirin (01.08)                 | Svetlana Grankovskaya · Rusia                           | Anna Meares Australia                   | Oxana Grishina · Rusia                 |

## Medallero
| Núm. | País          | Oro | Plata | Bronce | Total |
| ---- | ------------- | --- | ----- | ------ | ----- |
| 1    | Rusia         | 4   | 0     | 2      | 6     |
| 2    | Francia       | 2   | 2     | 2      | 6     |
| 3    | Alemania      | 2   | 0     | 1      | 3     |
| 4    | Suiza         | 2   | 0     | 0      | 2     |
| 5    | Australia     | 1   | 7     | 0      | 8     |
| 6    | Reino Unido   | 1   | 1     | 1      | 3     |
| 7    | Bielorrusia   | 1   | 1     | 0      | 2     |
| 8    | Países Bajos  | 1   | 0     | 2      | 3     |
| 9    | Austria       | 1   | 0     | 0      | 1     |
| 10   | España        | 0   | 1     | 1      | 2     |
| 10   | México        | 0   | 1     | 1      | 2     |
| 12   | Lituania      | 0   | 1     | 0      | 1     |
| 12   | Nueva Zelanda | 0   | 1     | 0      | 1     |
| 14   | Argentina     | 0   | 0     | 1      | 1     |
| 14   | Barbados      | 0   | 0     | 1      | 1     |
| 14   | China         | 0   | 0     | 1      | 1     |
| 14   | Cuba          | 0   | 0     | 1      | 1     |
| 14   | Sudáfrica     | 0   | 0     | 1      | 1     |
|      | TOTAL         | 15  | 15    | 15     | 45    |